# Lisitea (satélite)
Lisitea es un satélite de Júpiter. Fue descubierto por Seth Barnes Nicholson en 1938 desde el Observatorio de Mount Wilson, y se nombró así por Lisítoe o Lisitea, hija de Océano y amante de Zeus.
El satélite Lisitea recibió su nombre en 1975; antes se conocía sólo como Júpiter X. A veces, se le llamaba Deméter, como la diosa griega de la agricultura.
El satélite Lisitea pertenece al grupo de Himalia, cinco lunas con órbitas programadas similares, todas con una inclinación alrededor de 27.5°.